# Fomins & Kleins
Fomins & Kleins sono stati un duo musicale lettone attivo dal 2002 al 2006 e formato dal cantante Ivo Fomins e dal chitarrista Tomass Kleins.
Hanno rappresentato la Lettonia all'Eurovision Song Contest 2004 con il brano Dziesma par laimi.

## Carriera
Ivo Fomins e Tomass Kleins hanno fatto parte, in tempi sovietici, del complesso underground Saldās Sejas. Il loro album di debutto come duo, Muzikants, è uscito nel 2003; con la traccia dello stesso nome hanno partecipato ad Eirodziesma, la selezione lettone per l'Eurovision, e sono arrivati secondi.
Il 28 febbraio 2004 Fomins & Kleins hanno partecipato nuovamente ad Eirodziesma cantando Dziesma par laimi e vincendo il televoto. Nella semifinale dell'Eurovision Song Contest 2004, che si è tenuta il successivo 12 maggio a Istanbul, si sono piazzati al 17º posto su 22 partecipanti con 23 punti totalizzati, non riuscendo a qualificarsi per la finale. Dziesma par laimi è cantata in lingua lettone, ma di essa Fomins & Kleins hanno creato versioni in altre lingue: estone (Laul mulle alati truu), lituano (Laimės daina), polacco (Piosenka o szczęściu), finlandese (Laulu onnesta), olandese (Aap uit de mouw), russo (Pesnja pro sčast'e), bielorusso (Pesnja pra ščasce) e ucraino (Pisnja naidij).

## Discografia

### Album in studio
- 2003 – Muzikants
- 2004 – Dzimis Latvijā

### Singoli
- 2002 – Sniegs
- 2003 – Solījums
- 2003 – Muzikants
- 2003 – Kur esi tu
- 2003 – Tālu prom
- 2004 – Dziesma par laimi
- 2004 – Man vairs nav vienalga
- 2004 – Aizejošās dienas
- 2004 – Nekas